# A Ostra e o Vento
A Ostra e o Vento é um filme brasileiro de 1997, dirigido por Walter Lima Jr., com roteiro adaptado por ele mesmo e Flávio Tambellini, baseado no livro de Moacir C. Lopes.
A direção de fotografia é de Pedro Farkas, a trilha sonora é de Wagner Tiso, com a canção-tema de Chico Buarque, que está no álbum As Cidades.

## Sinopse
Marcela é uma adolescente que vive com seu pai em uma ilha distante do litoral. Ele é o responsável pela manutenção do farol da ilha e a sufoca com um amor possessivo e autoritário. Em função da grande solidão imposta aos dois pelo lugar, ela se revolta contra o pai e desenvolve uma paixão pelo vento que açoita a ilha e que acaba se tornando um dos personagens da história.

## Elenco
- Lima Duarte — José
- Leandra Leal — Marcela
- Fernando Torres — Daniel
- Castrinho — Pepe
- Floriano Peixoto — Roberto
- Márcio Vito — Carrera
- Débora Bloch — mãe de Marcela
- Hannah Brauer — Marcela aos 6 anos
- Amanda Fontes Freire — Marcela aos 3 anos
- Arduino Colasanti — marinheiro Magari
- Ricardo Marecos — marinheiro Pedro
- Márcio Vito — marinheiro Carrera
- Rodrigo Moreira — amante
- Charles Paraventi — voz de Saulo[4]

## Produção
As locações externas foram realizadas na Ilha do Mel, no litoral do estado do Paraná (no Farol das Conchas e na Gruta das Encantadas), e na praia de Jericoacoara, no estado do Ceará. Na Ilha do Mel se destacam as cenas no Farol das Conchas, o farol branco que aparece na maior parte do filme. As cenas da gruta de pedra foram realizadas na Gruta das Encantadas. Em Jericoacoara destacam-se as cenas da Pedra Furada, uma formação rochosa na praia, próxima ao mar, que aparece em alguns momentos do filme.

## Recepção
Carlos Alberto Mattos, em sua crítica para o O Estado de S. Paulo, disse que o "filme é coeso e instigante da primeira à última cena. O elenco nunca é menos que impecável."

## Principais prêmios e indicações
- Festival de Cinema Brasileiro de Miami 1998 (EUA): venceu na categoria de Melhor Atriz (Leandra Leal)
- Festival do Recife 1998 (Brasil): recebeu o Prêmio do Público e Fernando Torres recebeu o Prêmio Especial do Júri. Venceu nas categorias de Melhor Fotografia, Melhor Direção, Melhor Montagem e Melhor Filme
- Troféu APCA da Associação Paulista de Críticos de Arte, 1998 (Brasil): venceu nas categorias de Melhor Fotografia, Melhor Filme e Melhor Atriz Revelação (Leandra Leal)
- Festival de Veneza 1997 (Itália): recebeu o prêmio CinemAvvenire e  indicado ao Leão de Ouro
- Festival International de Films de Fribourg 1998 (Suíça): recebeu o Troféu Don Quixote[7]